# Dasychira lemuria
Dasychira lemuria är en fjärilsart som beskrevs av Erich Martin Hering 1926. Dasychira lemuria ingår i släktet Dasychira och familjen tofsspinnare. Inga underarter finns listade i Catalogue of Life.